# Renault Type Z
Pour les articles homonymes, voir Renault (homonymie).
 (mars 2016).
Si vous disposez d'ouvrages ou d'articles de référence ou si vous connaissez des sites web de qualité traitant du thème abordé ici, merci de compléter l'article en donnant les références utiles à sa vérifiabilité et en les liant à la section « Notes et références ».
La Renault Type Z est un modèle d'automobile de la marque Renault conçue et produite par Louis Renault en 1905.

## Historique
La Renault Type Z est identique à la Renault Type Y, équipée d'un moteur deux cylindres de 1 885 cm3. Mais sa puissance est réduite à 8 HP. 